# Henryk Pobóg-Malinowski
Henryk Pobóg-Malinowski (ur. 1889, zm. 1930) – polski działacz niepodległościowy, uczestnik strajków 1905 r. w Łodzi, członek organizacji młodzieży niepodległościowej oraz Narodowego Związku Robotniczego. Aresztowany w 1909 r. przez władze rosyjskie i osadzony w więzieniu w Łodzi, a następnie w Piotrkowie Trybunalskim. Wyrokiem Warszawskiej Izby Sądowej z 1911 skazany na dożywotnie osiedlenie na Syberii (wieś Pokatiej, gubernia jenisejska), gdzie zmarł tragicznie w maju 1930 roku.

## Życiorys

### Rewolucja 1905
Jako uczeń szkoły miejskiej (Aleksandryjskiej) w Łodzi – pod wpływem prądu czasu i wypadków, a w zgodzie z rodziną wystąpił ze szkoły rosyjskiej podczas pamiętnych dni w lutym 1905 roku i wydatnie zasłużył się w akcji strajkowej. Gdy otwarto polską szkołę handlową w Łodzi, przeszedł do niej z tzw. kompletów i ukończył w roku 1908. Był pionierem kół samokształcenia, „kompletów” oraz Spójni (nielegalnej organizacji młodzieży w polskiej szkole handlowej). W tym czasie, jeszcze jako uczeń, rozpoczął nielegalną pracę oświatowo-kulturalną wśród robotników łódzkich, a następnie stopniowo przeszedł w szeregi politycznych działaczy robotniczych.
We wrześniu 1908 r., gdy skrystalizował się radykalny kierunek narodowy wśród robotników i na gruncie łódzkim wznowiono działalność Narodowego Związku Robotniczego, rozpoczął pracę jako czynny członek władz okręgu łódzkiego. Z ramienia Zarządu Okręgowego prowadził w Łodzi dzielnice „Zieloną”, a czasowo również dzielnicę „Bałucką”. Pracował pod pseudonimem „Sokół”, a następnie „Warski”. Trzy, cztery wieczory w tygodniu, a często i niedziele i święta poświęcał na wyjazdy, aby prowadzić koła robotników i odbywać zebrania zarządów dzielnicowych.

### Syberia
Wraz z szeregiem innych działaczy N.Z.R. został aresztowany w nocy z 27 na 28 lipca 1909 roku i osadzony w więzieniu w Łodzi, a następnie Piotrkowie Trybunalskim. Po dwuletnim więzieniu, wyrokiem Warszawskiej Izby Sądowej z 1911, skazany został na dożywotnie osiedlenie we wsi Pokatiej w guberni jenisejskiej na Syberii. W roku 1926, w czasie możliwości powrotu do kraju, uważał za swój moralny obowiązek zająć się w pierwszej kolejności wyekspediowaniem do kraju wszystkich innych zesłańców. Gdy zbliżał się termin jego wyjazdu do Ojczyzny, zachorował, przekraczając jednocześnie ostateczny termin wyznaczony przez Sowietów. Mimo usilnych prób rodziny oraz placówek konsularnych MSZ do kraju wrócić mu nie pozwolono. 9 maja 1930 roku w czasie wyjątkowej odwilży i powodzi utonął w rzece Jenisej w niewyjaśnionych okolicznościach.
Czynny udział w działalności niepodległościowej i walce zbrojnej w latach 1905–1945 brało także rodzeństwo Henryka Pobóg-Malinowskiego : Maria Sylwia Szymańska (Pobóg-Malinowska) (1892–1978), Seweryn Edward Malinowski (1898–1952), Marian Malinowski (1900–1977), Bogdan Malinowski (1908–1943).